# 朱統銍
朱統銍（1583年7月27日—1648年10月12日），初名朱寶符，字夢得，號蔚園、四岳，江西南昌府新建縣人，明朝宗室、政治人物。

## 生平
朱寶符是寧獻王朱權的後裔，石城恭靖王朱奠堵長子朱覲鏑來孫，父親朱謀㙔是知名經學家，他則封輔國中尉。他擅長讀書，文章古奧沉鬱，但因《宗藩條例》所限不能參與科舉，因此放棄爵位以民籍應試，崇禎五年（1632年）得督學駱日升、魏炤乘提拔為貢生，次年（1633年）中舉人第五十二名，七年（1634年）會試聯捷第二百十八名，中進士三甲第一百四十九名。
中進士後，朱寶符先在都察院觀政，於崇禎八年（1635年）獲賜名為朱統銍，授官行人，出使蜀藩冊封，拒絕請託和饋贈。十七年北京失陷，他北望慟哭流亡荒山野嶺，婉拒揭重熙推薦出仕南明。

## 家庭
- 夫人彭氏（1584年5月23日－1648年9月30日）[6]
- 長子朱議湘，貢生，改名家相不出仕[6]
- 次子朱議濎[6]
- 三子朱議汰[6]
- 女兒，庠生熊伯筦妻[6]

## 引用
1. 1 2  錢海岳《南明史·卷二十七·列傳第三》：統銍，字夢得，寧中尉謀㙔子。崇禎七年進士，授行人。使蜀，卻餽金，揭重熙薦學冠古今。國亡入山。詩文澹遠。子家相，歲貢，不仕。
2. ↑  民國《盱眙朱氏八支宗譜·卷二》：襲封石城王諡端隱 覲鏑→宸浫→拱概→多𤎲→謀㙔→統銍
3. ↑  《崇禎七年甲戌科進士三代履歷》：朱統銍，蔚園，《詩》五房，癸卯年六月初十日生，新建人。癸酉五十二名，會二百十八名，三甲一百四十九名，都察院觀政，乙亥復名統銍，授行人。曾祖拱梳，誥封輔國將軍；祖多火量，誥封奉國將軍；父謀㙔，誥封鎮國將軍。
4. ↑  楊士聰《玉堂薈記》：甲戌進士朱寶符，賜名為朱統銍；朱𮡶，賜名為朱奉𮡶；皆庶宗未請名祿者也。
5. ↑  同治《新建縣志·卷四十三·忠義》：朱統銍，字蔚園，謀㙔次子，善讀書能文，國典公姓不得赴制科，遂棄世爵，改名寶符，以民籍應試。督學駱日昇【升】、魏炤（乘）賞拔餼于庠貢，入京為禮部所駁；癸酉江西中式，明年成進士。授官行人，奉使蜀藩，馳驅萬里，所過問遺無所受，里居有請託進者槩謝絕，與寒士無異。為文古奧沉鬱，卓然可傳。甲申北變，北望慟哭，隨竄伏荒野崖窮谷中，瘖默憤惋若不知有人間世者。子家相亦以貢生不仕。 楊志、邸志
6. 1 2 3 4 5  民國《盱眙朱氏八支宗譜》·卷五：謀㙔四子 統銍 字蔚園，號四岳，官諱寶符，封輔國中尉。明崇正壬申貢士，癸酉科舉人，甲戌聯捷進士，授職禮部行人司，任滿歸，著有詩集，因兵變燬不傳，誥授資政大夫。公善讀書，能文。國典公姓不得赴制科，遂棄世爵改名寶符，以民籍應試。明崇正甲戌進士，授官行人，奉使蜀藩不受饋遺，里居有以清進者概謝絕，與寒士無異，為文古奧沉鬱，卓然可傳。甲申聞變，北望慟哭，隨竄伏荒虛窮谷中。省府、縣志，詳明隱逸類。　七世孫廷芬敬錄

明萬厯十一年癸未六月初十日亥時生，清順治五年戊子八月廿七日巳時卒，享壽六十六，附葬父墓側……夫人氏彭　明萬厯十二年甲申四月十五寅時生，清順治五年戊子八月十五日辰時卒，享壽六十五，合葬……子三：議湘、濎、汰，女一適邑庠生熊伯筦……